# Semotrachia esau
Semotrachia esau är en snäckart som beskrevs av Tom Iredale 1937. Semotrachia esau ingår i släktet Semotrachia och familjen Camaenidae. Inga underarter finns listade i Catalogue of Life.